# Утсйокі
Утсйокі (Фінською: [ˈutsjoki]; півн.-саам. Ohcejohka   [ˈoht͡seˌjohka]; інарі-саамськ. Uccjuuhâ; кол.-саам. Uccjokk; норв. Utsjok) — муніципалітет у Фінляндії, найпівнічніший у країні. Він знаходиться в Лапландії і межує з Норвегією, а також з муніципалітетом Інарі. Муніципалітет було засновано в 1876 році. Населення становить 1,178 чоловік в (31 грудня 2021 р) і займає площу 5372,00 квадратних кілометрів з яких 227,51 км2 це вода. Щільність населення становить 0,23 жителя на квадратний кілометр.
В Утсйокі дві офіційні мови: фінська та північносаамська. Це муніципалітет у Фінляндії з найбільшою частиною офіційних носіїв саамської мови; 46,6% населення. 
Кордон з Норвегією проходить по річці Тено, яка впадає в Арктичне море. Найпівнічнішим селом Фінляндії та Європейського Союзу є Нуоргам, який також є найпівнічнішим наземним пунктом перетину кордону у світі. 
Утсйокі знаходиться на північному кінці шосе 4, найдовшого шосе у Фінляндії. Європейська траса E75 пролягає вздовж Саамського мосту і веде далі до Норвегії. 

## Географія
Регіон Утсьокі є більш рівнинним і нижчим за висотою, ніж багато інших частин Лапландії. Великі території Утсйокі знаходяться на висоті менше 300 м над рівнем моря. Висота багатьох обрушених вершин менше 500 м. Загалом рельєф плавний, а схили спуску пологі. Вершини дуже плоскі та великі, що характерно для старих поверхонь пенеплену.

## Галерея

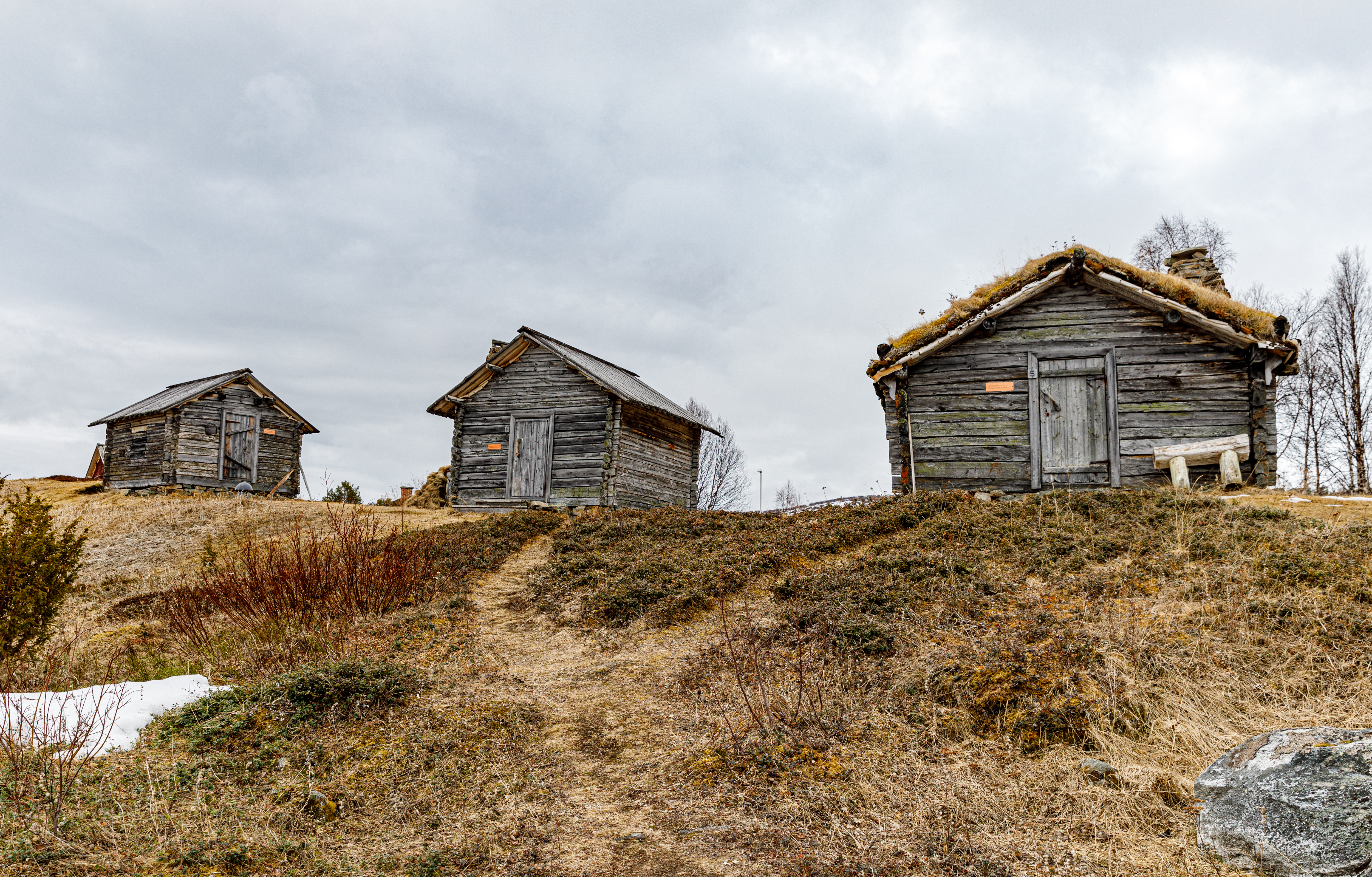
Старі хатини на пагорбі
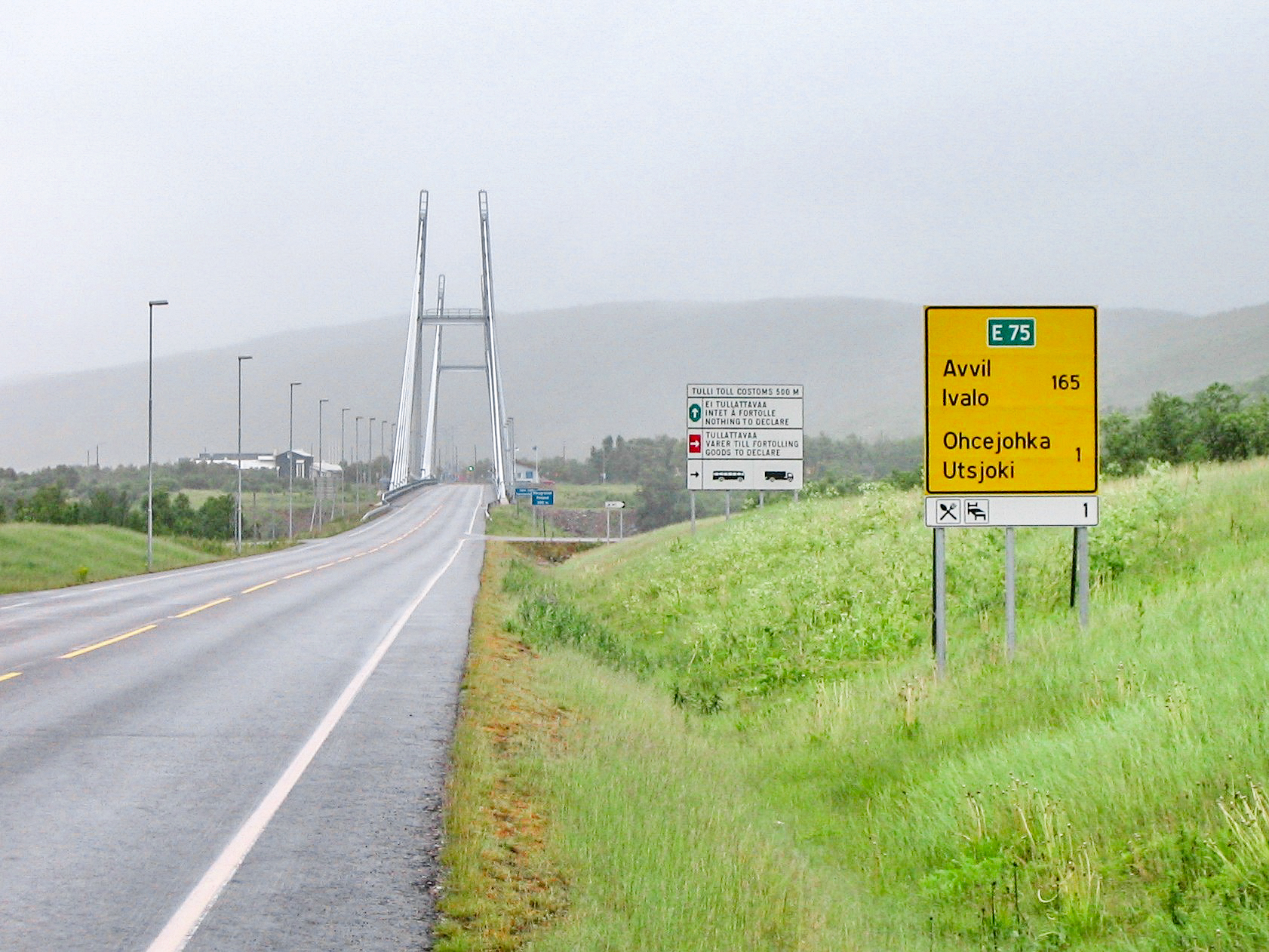
Вид на Утсьокі з Норвегії
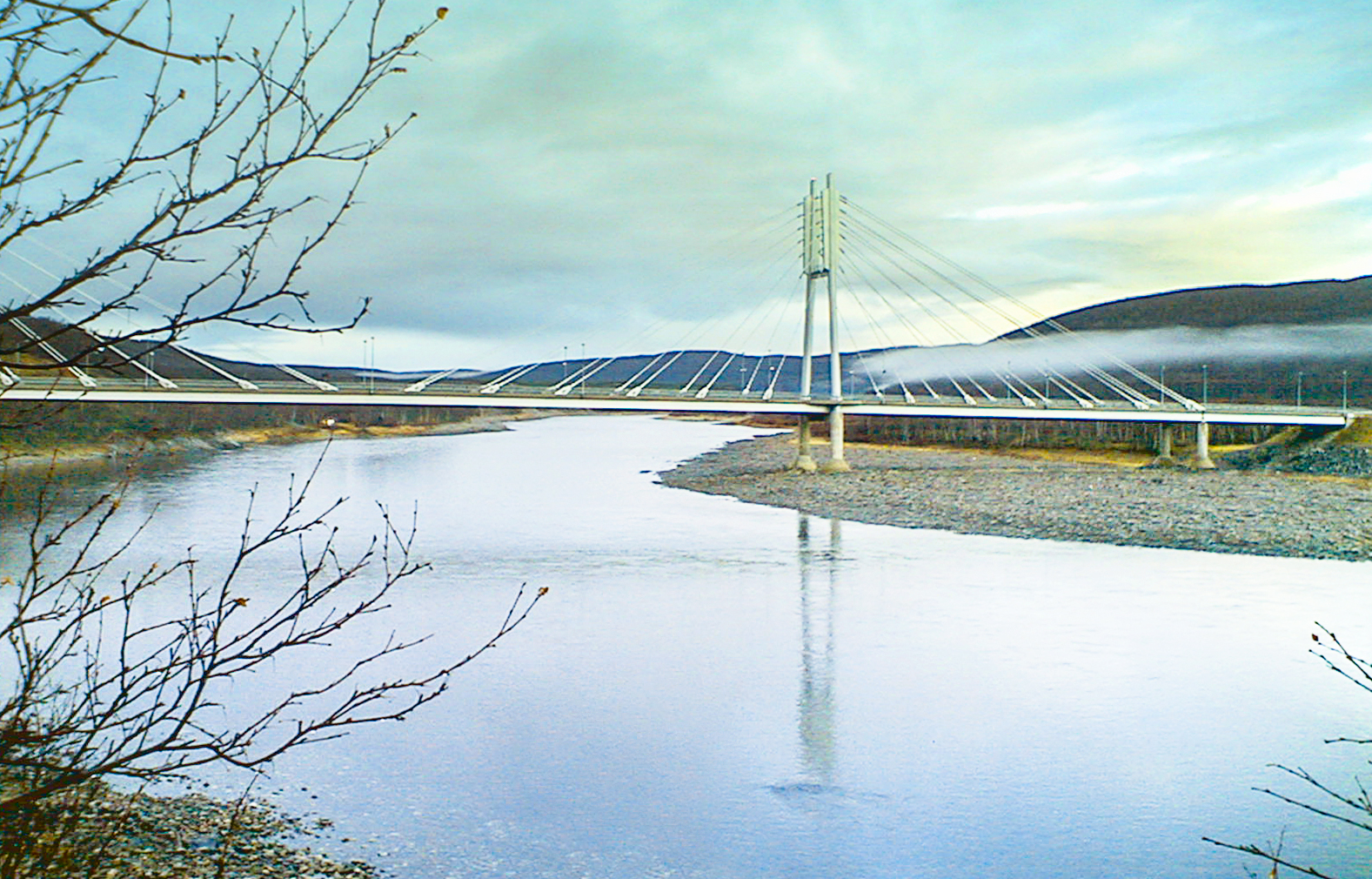
Міст Самі з'єднує Утсйокі з Норвегією
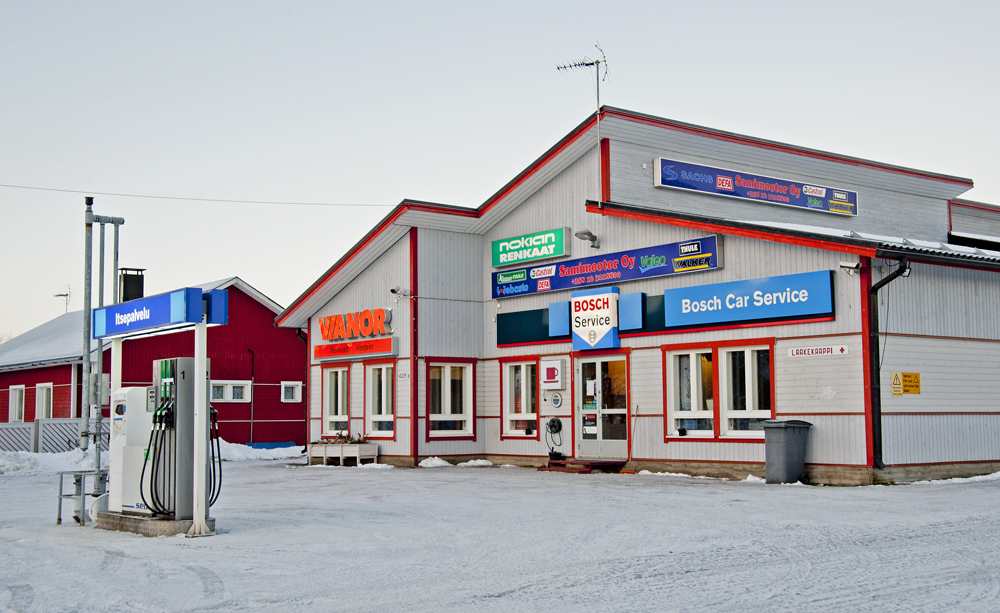
Samimootor, автомайстерня та АЗС у Нуоргамі, Утсйокі